# Premiile NAACP Image
Premiile NAACP Image sunt prezentate anual de National Association for the Advancement of Colored People. În cadrul acestora sunt premiați afro-americani care au adus contribuții importante în anul precedent în muzică, film, televiziune și literatură.

## Legături externe
- Site oficial Arhivat în 15 iulie 2007, la Wayback Machine.

1. ↑  Home - NAACP Image Awards (în engleză), accesat în 25 iulie 2023